# Husák
Husák (ungarisch Ungludas und 1939–1945 Huszák – bis 1907 Huszak) ist eine Gemeinde im äußersten Osten der Slowakei mit 166 Einwohnern (Stand 31. Dezember 2024), die zum Okres Sobrance, einem Kreis des Košický kraj, gehört.

## Geographie
Die Gemeinde befindet sich im Osten des Ostslowakischen Tieflands, genauer im östlichsten Teil des Ostslowakischen Hügellands, am Bach Krčavský potok im Einzugsgebiet des Uh, nahe der Staatsgrenze zur Ukraine. Das Ortszentrum liegt auf einer Höhe von 225 m n.m. und ist 15 Kilometer von Sobrance entfernt.
Nachbargemeinden sind Koromľa im Westen, Nordwesten und Norden, Petrovce im Nordosten und Osten, Uschhorod (UA) im Süden sowie Vyšné Nemecké und Krčava im Südwesten.

## Geschichte
Husák wurde zum ersten Mal 1548 (nach älteren Quellen 1567 als Hwzak) schriftlich erwähnt, als das Gebiet Besitz des Geschlechts Drugeth war und zur Erbherrschaft von Nevicke (heute in der Ukraine) gehörte. Der erste Schultheiß und Namensgeber des Ortes hieß ebenfalls Husák. 1599 standen 32 bewohnte Häuser im Ort, 1715 nur noch zehn Häuser. 1828 zählte man 34 Häuser und 385 Einwohner, die als Hirten und Waldarbeiter tätig waren.
Bis 1918/1919 gehörte der im Komitat Ung liegende Ort zum Königreich Ungarn und kam danach zur Tschechoslowakei beziehungsweise heute Slowakei. In der Zeit der ersten tschechoslowakischen Republik verblieben die Einwohner bei traditionellen Einnahmequellen. Als Folge des Slowakisch-Ungarischen Kriegs war der Ort von 1939 bis 1944 noch einmal Teil Ungarns. Nach dem Zweiten Weltkrieg pendelte ein Teil der Einwohner zur Arbeit nach Košice (dort insb. in den Ostslowakischen Stahlwerken), die Landwirte waren privat organisiert.

## Bevölkerung
| Jahr                | 1994 | 2004     | 2014    | 2024    |
| ------------------- | ---- | -------- | ------- | ------- |
| Anzahl der Personen | 190  | 170      | 162     | 166     |
| Unterschied         |      | −10,52 % | −4,70 % | +2,46 % |

| Jahr                | 2023 | 2024    |
| ------------------- | ---- | ------- |
| Anzahl der Personen | 172  | 166     |
| Unterschied         |      | −3,48 % |

Nach der Volkszählung 2011 wohnten in Husák 165 Einwohner, davon 161 Slowaken und drei Ukrainer. Ein Einwohner machte keine Angabe zur Ethnie.
127 Einwohner bekannten sich zur römisch-katholischen Kirche, 27 Einwohner zur griechisch-katholischen Kirche, sieben Einwohner zur orthodoxen Kirche sowie jeweils ein Einwohner zur Evangelischen Kirche A. B. und zur reformierten Kirche. Bei zwei Einwohnern wurde die Konfession nicht ermittelt.

## Bauwerke

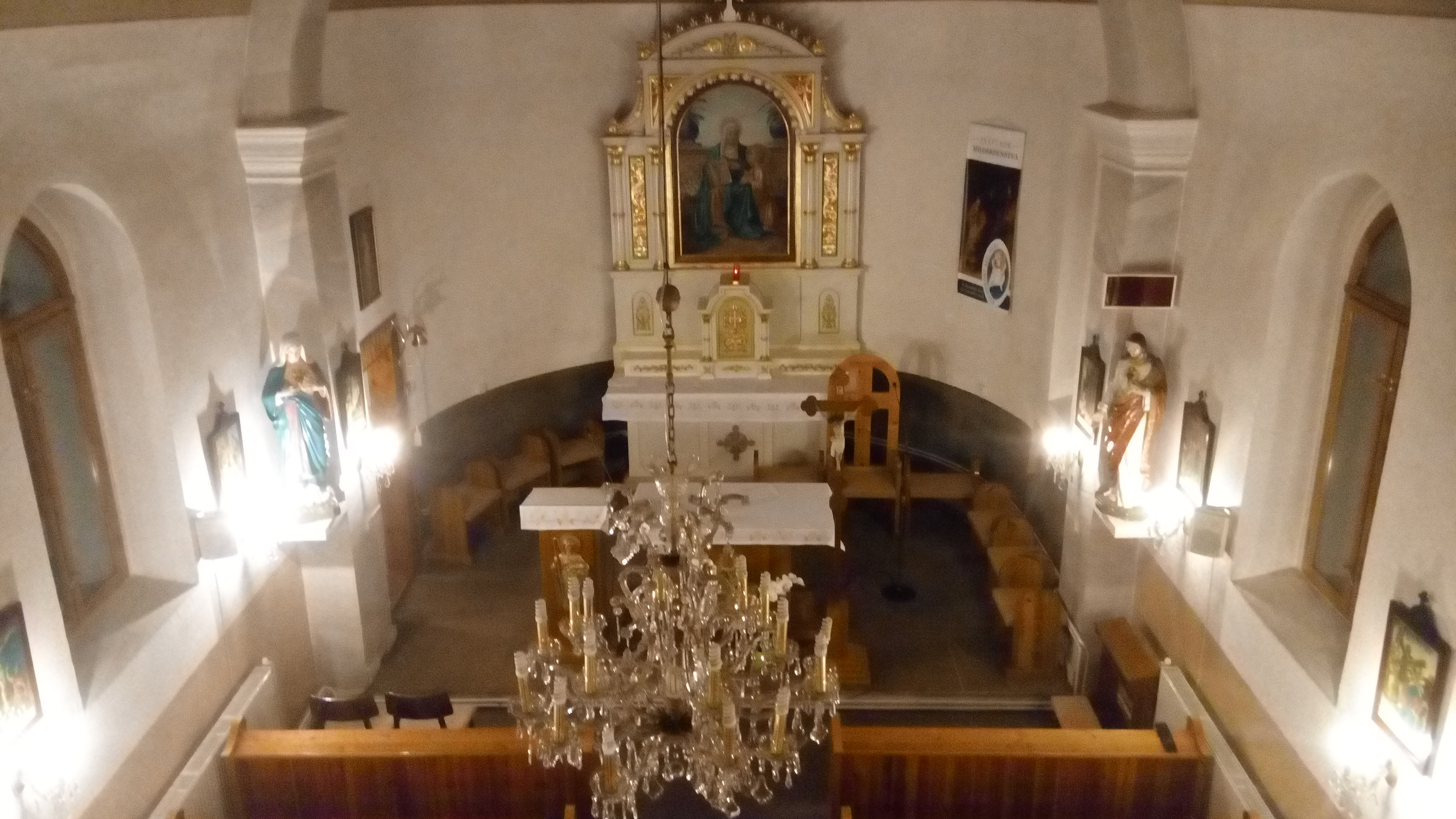
Das Innere der örtlichen Kirche

- römisch-katholische Kirche St. Joachim und Anna aus dem Jahr 1926

## Verkehr
Nach Husák führt die Cesta III. triedy 3804 („Straße 3. Ordnung“) von Vyšné Nemecké heraus. Dort besteht ein Anschluss an die Cesta I. triedy 19 („Straße 1. Ordnung“) von Sobrance zur ukrainischen Grenze.